# Okręg Compiègne
Okręg Compiègne (fr. Arrondissement de Compiègne) – okręg w północno-wschodniej Francji. Populacja wynosi 180 tysięcy.

## Podział administracyjny
W skład okręgu wchodzą następujące kantony:
- Attichy,
- Compiègne-Nord,
- Compiègne-Sud-Est,
- Compiègne-Sud-Ouest,
- Estrées-Saint-Denis,
- Guiscard,
- Lassigny,
- Noyon,
- Ressons-sur-Matz,
- Ribécourt-Dreslincourt.